# Waltheria cinerascens
Waltheria cinerascens är en malvaväxtart som beskrevs av A. St.-hil.. Waltheria cinerascens ingår i släktet Waltheria och familjen malvaväxter. Inga underarter finns listade i Catalogue of Life.